# Dicranomyia guillarmodana
Dicranomyia guillarmodana är en tvåvingeart som först beskrevs av Alexander 1970.  Dicranomyia guillarmodana ingår i släktet Dicranomyia och familjen småharkrankar.
Artens utbredningsområde är Lesotho. Inga underarter finns listade i Catalogue of Life.